# Aeschynanthus tubulosus
Aeschynanthus tubulosus är en tvåhjärtbladig växtart som beskrevs av Anthony. Aeschynanthus tubulosus ingår i släktet Aeschynanthus och familjen Gesneriaceae.

## Underarter
Arten delas in i följande underarter:
- A. t. angustilobus
- A. t. tubulosus